# Список глав Приднестровья

Штандарт президента ПМР

Список глав Приднестровья включает лиц, являвшихся главой государства не признанной международным сообществом Приднестровской Молдавской Республики со времени создания в 1924 году на территории современной ПМР Молдавской АССР как автономной республики в составе УССР, объединившей территории Подольской и Одесской губерний в ходе национально-территориального размежевания.
Согласно действующей конституции, вступившей в силу в 1996 году, главой государства и верховным главнокомандующим Вооружёнными силами является Президент Приднестровской Молдавской Республики (молд. Прешединтеле Републичий Молдовенешть Нистрене, укр. Президент Придністровської Молдавської Республіки), избираемый на пять лет с правом однократного переизбрания.
Использованная в первом столбце таблиц нумерация является условной; также условным является использование в первом столбце цветовой заливки, служащей для упрощения восприятия принадлежности лиц к различным политическим силам без необходимости обращения к столбцу, отражающему партийную принадлежность. Наряду с партийной принадлежностью, в столбце «Партия» также отражён беспартийный статус персоналий. В столбце «Выборы» отражены состоявшиеся выборные процедуры или иные основания получения полномочий. Для удобства список разделён на принятые в историографии периоды истории страны. Приведённые в преамбулах к каждому из разделов описания этих периодов призваны пояснить особенности её политической жизни.
В XX веке молдавская письменность 4 раза меняла графическую основу официально используемого алфавита (кириллическую до 1932 года, латинскую до 1938 года, затем кириллическую (в Приднестровье сохраняется до сих пор), и в 1989 году вновь латинскую), что отражало как потребности носителей языка, так и политическую конъюнктуру. По возможности, молдавские имена и наименования государственных должностей и самого государства, приведены в списке с учётом использовавшейся в соответствующий период письменности.

## Молдавская АССР (1924—1940) в составе УССР

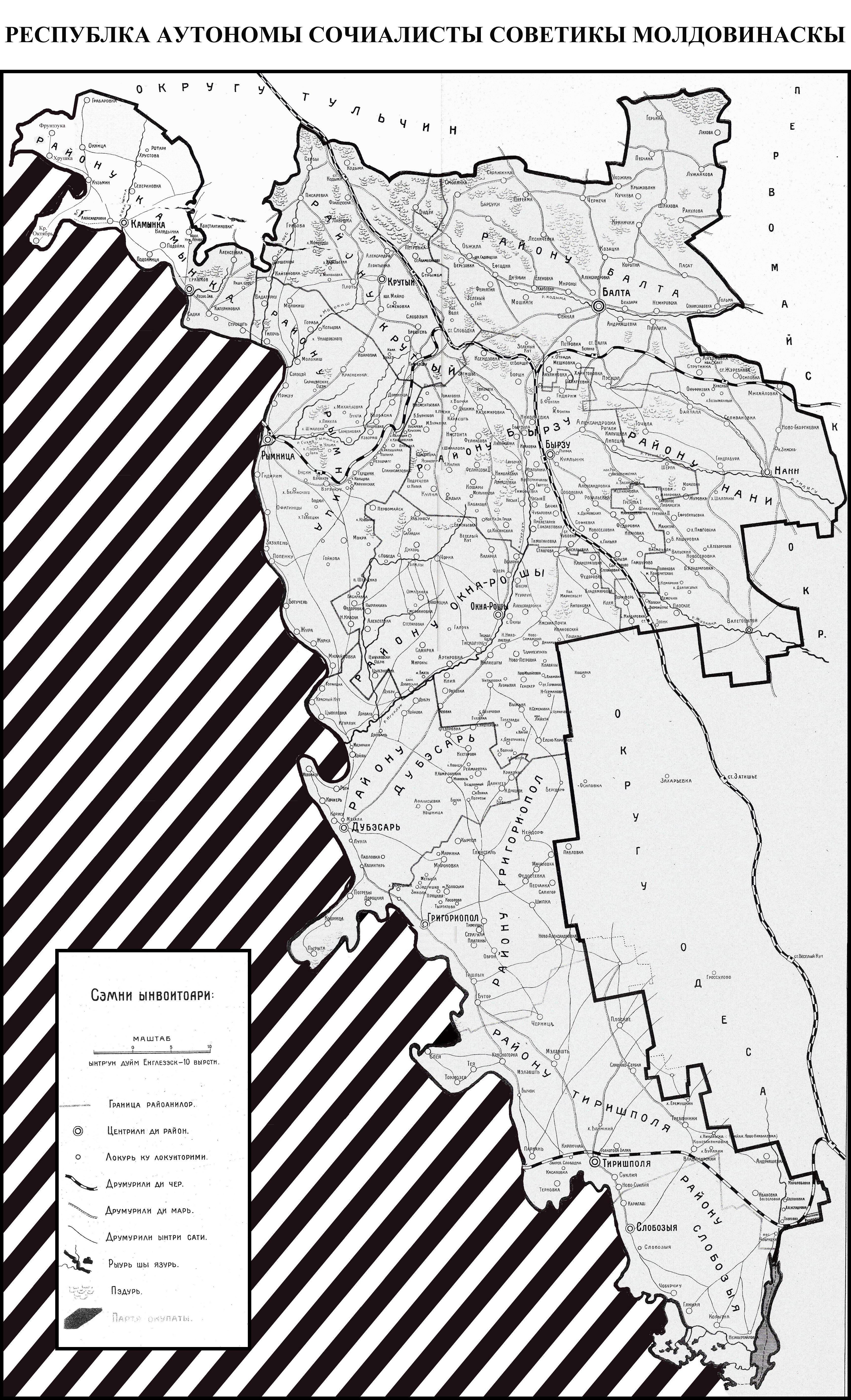
Карта АССР

В ходе национально-территориального размежевания в СССР была предложена идея о создании молдавской автономии в составе Украинской ССР с выделением из республики территорий Подольской и Одесской губерний. 12 октября 1924 года постановлением ЦИК УССР была образована Автономная Молдавская Социалистическая Советская Республика (молд. Република Аутономэ Сочиалистэ Советикэ Молдовеняскэ, укр. Автономна Молдавська Соціалістична Радянська Республіка). 10 мая 1925 года была принята первая конституция.
5 декабря 1936 года на чрезвычайном VIII Всесоюзном съезде Советов была принята Конституция СССР, в которой было отражено новое название республики — Молдавская Автономная Советская Социалистическая Республика (молд. Република Аутономэ Советикэ Сочиалистэ Молдовеняскэ, укр. Молдавська Автономна Радянська Соціалістична Республіка).
В январе 1938 года на VII съезде Советов Молдавской АССР была принята новая конституция, согласно которой высшим органом государственной власти в стране стал Верховный Совет, избираемый на 4 года.
26 июня 1940 года СССР предъявил Румынии ультиматум с требованием о возвращении Бессарабии. Румыния была вынуждена принять условия, и спустя два дня советские войска вступили на территории Бессарабии, полностью заняв регион к 3 июля. 2 августа на VII сессии Верховного Совета СССР был принят Закон об образовании союзной Молдавской Советской Социалистической Республики. В новосозданную республику вошли большая часть Бессарабии и 6 районов МАССР, остальные 8 районов вошли в состав Украинской ССР.
|          | Портрет        | Имя (годы жизни)                                                                                               | Полномочия    | Полномочия | Партия                                        | Наименование должности | Пр.    |
| Начало   | Портрет        | Имя (годы жизни)                                                                                               | Окончание     | | Партия                                        | Наименование должности | Пр.    |
| -------- | -------------- | --- | ------------- | --- | --------------------------------------------- | --- | ------ |
| 1 (I—II) |                | Григорий Иванович Старый (1880—1937) молд. Григоре Иванович Старый укр. Григорій Іванович Старий               | 9 ноября 1924 | 23 апреля 1925 | Коммунистическая партия (большевиков) Украины | Председатель Молдавского Военно-революционного комитета молд. Прешединтеле Комитетулуй Револуционар-милитар Молдовенешть укр. Голова Молдавського Військово-революційного комітету | [ 7 ]  |
| 1 (I—II) | 23 апреля 1925 | Григорий Иванович Старый (1880—1937) молд. Григоре Иванович Старый укр. Григорій Іванович Старий               | 14 мая 1926   | Председатель Центрального исполнительного комитета Автономной Молдавской Социалистической Советской Республики молд. Прешединтеле Комитетулуй Екзекутив Чентрал ал Републичий Аутономе Сочиалисте Советиче Молдовенешть / Președintele Comitetului Executiv Central al Republicii Autonome Socialiste Sovietice Moldovenești укр. Голова Центрального виконавчого комітету Молдавської Автономної Соціалістичної Радянської Республіки | Коммунистическая партия (большевиков) Украины | | [ 7 ]  |
| 2        |                | Евстафий Павлович Воронович (1890—1937) молд. Evstafii Pavlovici Voronovici укр. Євстахій Павлович Воронович   | 14 мая 1926   | Председатель Центрального исполнительного комитета Автономной Молдавской Социалистической Советской Республики молд. Прешединтеле Комитетулуй Екзекутив Чентрал ал Републичий Аутономе Сочиалисте Советиче Молдовенешть / Președintele Comitetului Executiv Central al Republicii Autonome Socialiste Sovietice Moldovenești укр. Голова Центрального виконавчого комітету Молдавської Автономної Соціалістичної Радянської Республіки | Коммунистическая партия (большевиков) Украины | май 1937 | [ 8 ]  |
| и. о.    |                | Георгий Ермолаевич Стрешный (1900—1940) молд. Gheorghe Ermolaevici Streshniy укр. Георгій Єрмолайович Стрешний | май 1937      | февраль 1938 | Коммунистическая партия (большевиков) Украины | Председатель Центрального исполнительного комитета Молдавской Автономной Советской Социалистической Республики молд. Președintele Comitetului Executiv Central al Republicii Autonome Sovietice Socialiste Moldovenești / Прешединтеле Комитетулуй Екзекутив Чентрал ал Републичий Аутономе Советиче Сочиалисте Молдовенешть укр. Голова Центрального виконавчого комітету Молдавської Автономної Радянської Соціалістичної Республіки | [ 9 ]  |
| и. о.    |                | Тихон Антонович Константинов (1898—1957) молд. Tihon Antonovici Konstantinov                                   | февраль 1938  | 18 июля 1938 | Коммунистическая партия (большевиков) Украины | Председатель Центрального исполнительного комитета Молдавской Автономной Советской Социалистической Республики молд. Președintele Comitetului Executiv Central al Republicii Autonome Sovietice Socialiste Moldovenești / Прешединтеле Комитетулуй Екзекутив Чентрал ал Републичий Аутономе Советиче Сочиалисте Молдовенешть укр. Голова Центрального виконавчого комітету Молдавської Автономної Радянської Соціалістичної Республіки | [ 10 ] |
| 3        | 18 июля 1938   | Тихон Антонович Константинов (1898—1957) молд. Tihon Antonovici Konstantinov                                   | 7 июня 1940   | Председатель Президиума Верховного Совета Молдавской Автономной Советской Социалистической Республики молд. Прешединтеле Президиумулуй Советулуй Супрем ал Републичий Аутономе Советиче Сочиалисте Молдовенешть укр. Голова Президії Верховної Ради Молдавської Автономної Радянської Соціалістичної Республіки | Коммунистическая партия (большевиков) Украины | | [ 10 ] |
| 4        |                | Фёдор Григорьевич Бровко (1904—1960) молд. Фьодор Григорьевич Бровко укр. Федір Григорович Бровко              | 7 июня 1940   | Председатель Президиума Верховного Совета Молдавской Автономной Советской Социалистической Республики молд. Прешединтеле Президиумулуй Советулуй Супрем ал Републичий Аутономе Советиче Сочиалисте Молдовенешть укр. Голова Президії Верховної Ради Молдавської Автономної Радянської Соціалістичної Республіки | Коммунистическая партия (большевиков) Украины | 2 августа 1940 | [ 11 ] |

## Приднестровская Молдавская ССР (1990—1991) в составе СССР

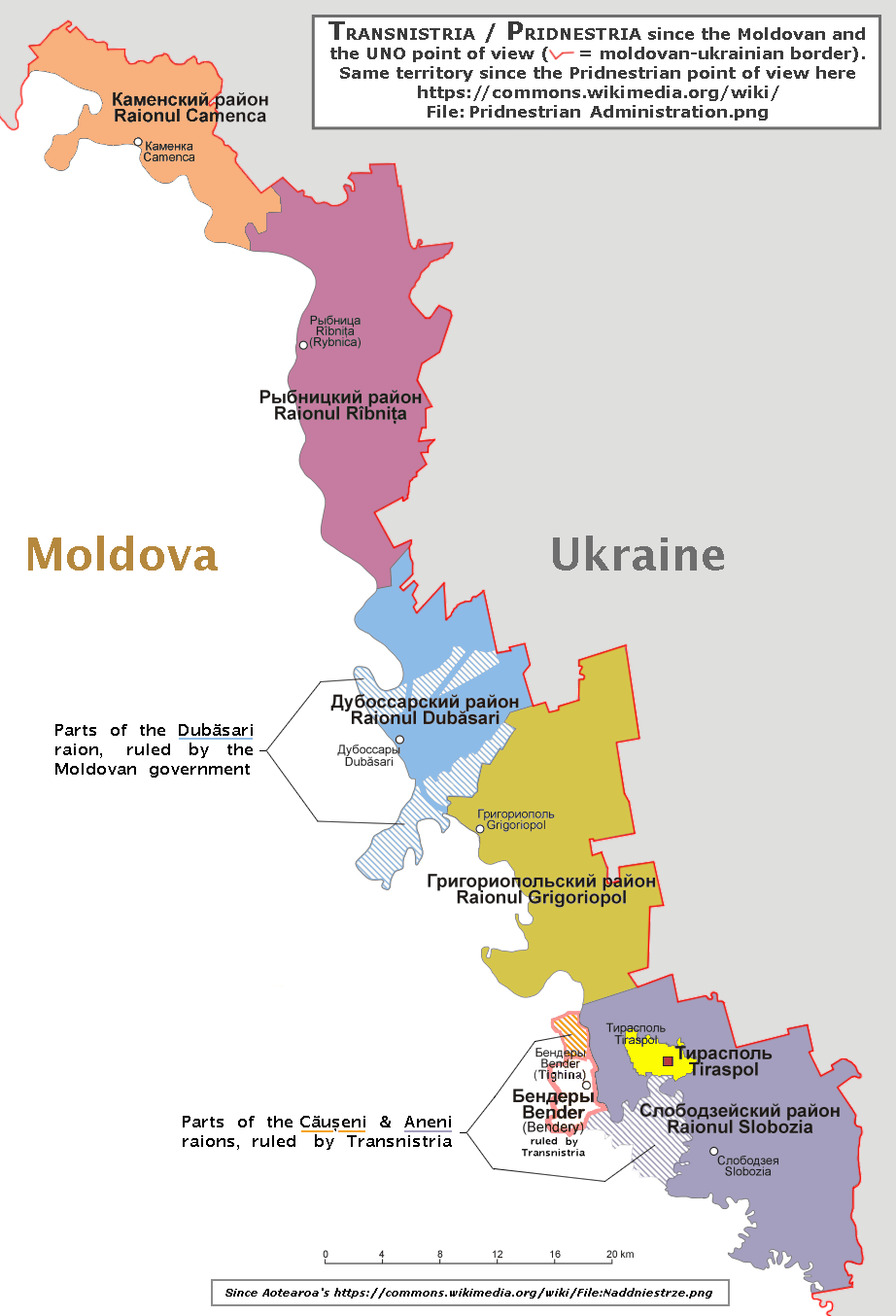
Административная карта Приднестровья

В 1980-х годах в результате перестройки в СССР повысилась социальная активность населения страны и обострились национальные вопросы. В Молдавской ССР возникло общественное движение, провозглашавшее тезис об идентичности молдавского и румынского языков и призывавшее к объединению Молдавии с Румынией. В марте 1988 года на съезде Союза писателей СССР в Москве прозвучало предложение придать государственный статус языкам титульных наций всех республик Советского Союза. Так, в марте 1989 года был опубликован законопроект «О статусе государственного языка Молдавской ССР», послуживший важным шагом к возникновению Приднестровского конфликта. Законопроект вызвал негативную реакцию среди части населения, не владеющей молдавским. Это привело к появлению стихийного общественного движения, выступавшего за введение в Молдавии двух государственных языков — молдавского и русского. В августе стало известно, что на предстоящей сессии Верховного Совета МССР будет обсуждаться даже не законопроект в мартовской редакции, а его более жёсткий вариант. 11 августа в Тирасполе был создан Объединённый Совет трудовых коллективов (ОСТК), выступавший против этого законопроекта, который, по мнению его создателей и лидеров, мог привести к дискриминации по национальному признаку при осуществлении права на труд. ОСТК начал проведение забастовок на предприятиях левобережной Молдавии. Несмотря на забастовки, 31 августа 1989 года Верховный Совет МССР придал молдавскому языку статус единственного государственного, что привело к новому витку развития Приднестровского конфликта.
23 июня 1990 года Верховный Совет ССР Молдова утвердил заключение специальной комиссии по пакту Молотова — Риббентропа, в котором создание МССР было объявлено незаконным актом, а Бессарабия и Северная Буковина — оккупированными румынскими территориями. На основании этого заключения 31 июля Президиум Тираспольского городского совета провозгласил, что если Молдавская ССР была создана незаконно, то левобережье Днестра также было незаконно в неё включено, и Президиум «не считает себя связанным какими-либо обязательствами перед руководством ССР Молдовы». В декабре 1989 года — ноябре 1990 года был проведён референдум по вопросу об автономии населённых преимущественно русскими и украинцами регионов Молдавии. 2 сентября 1990 года по результатам референдума на II Чрезвычайном съезде депутатов всех уровней Приднестровья была провозглашена Приднестровская Молдавская Советская Социалистическая Республика (молд. Република Советикэ Сочиалистэ Молдовеняскэ Нистрянэ, укр. Придністровська Молдавська Радянська Соціалістична Республіка) в составе СССР. Новое государственное образование не было признано руководством Советского Союза. Поход на Гагаузию (объявившую независимость от Молдовы), столкновения в Дубоссарах и Бендерах привели к новым разногласиям между Молдавией и Приднестровьем. 25 августа 1991 года после провала Августовского путча в Москве ПМССР провозгласила независимость от СССР. 5 ноября решением Верховного Совета название ПМССР было сменено на новое — «Приднестровская Молдавская Республика».
Курсивом и серым цветом выделены даты начала и окончания полномочий Андрея Манойлова, временно замещавшего Игоря Смирнова, находившегося в заключении.
|          | Портрет        | Имя (годы жизни)                                                                             | Полномочия      | Полномочия | Партия                                  | Наименование должности | Пр.    |
| Начало   | Портрет        | Имя (годы жизни)                                                                             | Окончание       | | Партия                                  | Наименование должности | Пр.    |
| -------- | -------------- | -------------------------------------------------------------------------------------------- | --------------- | --- | --------------------------------------- | --- | ------ |
| 5 (I—II) |                | Игорь Николаевич Смирнов (1941—) молд. Игор Николаэвич Смирнов укр. Ігор Миколайович Смирнов | 2 сентября 1990 | 29 ноября 1990 | Объединённый Совет трудовых коллективов | Председатель Временного Верховного Совета Приднестровской Молдавской Советской Социалистической Республики молд. Прешединтеле Советулуй Супрем Провизориу ал Републичий Советиче Сочиалисте Молдовенешть Нистрене укр. Голова Тимчасової Верховної Ради Придністровської Молдавської Радянської Соціалістичної Республіки | [ 16 ] |
| 5 (I—II) | 29 ноября 1990 | Игорь Николаевич Смирнов (1941—) молд. Игор Николаэвич Смирнов укр. Ігор Миколайович Смирнов | 5 ноября 1991   | Председатель Приднестровской Молдавской Советской Социалистической Республики молд. Прешединтеле Републичий Советиче Сочиалисте Молдовенешть Нистрене укр. Голова Придністровської Молдавської Радянської Соціалістичної Республіки | Объединённый Совет трудовых коллективов | | [ 16 ] |
| и. о.    |                | Андрей Пантелеевич Манойлов (1945—1995) укр. Андрій Пантельович Манойлов                     | 29 августа 1991 | Председатель Приднестровской Молдавской Советской Социалистической Республики молд. Прешединтеле Републичий Советиче Сочиалисте Молдовенешть Нистрене укр. Голова Придністровської Молдавської Радянської Соціалістичної Республіки | Объединённый Совет трудовых коллективов | 1 октября 1991 | [ 17 ] |

## Приднестровская Молдавская Республика (с 1991)
25 августа 1991 года после провала Августовского путча в Москве ПМССР провозгласила независимость от СССР. 5 ноября решением Верховного Совета название ПМССР было сменено на новое — Приднестровская Молдавская Республика (молд. Република Молдовеняскэ Нистрянэ, укр. Придністровська Молдавська Республіка).
1 декабря одновременно с президентскими выборами в стране был проведён референдум, подтвердивший государственную независимость ПМР. Пограничные столкновения продолжали обостряться и в марте 1992 года переросли в вооружённый конфликт. В июле при посредничестве России было подписано мирное соглашение «О принципах урегулирования вооружённого конфликта в Приднестровском регионе Республики Молдовы». Война завершилась «замораживанием» Приднестровского конфликта и вводом в зону конфликта российских миротворцев.
|                 | Портрет         | Имя (годы жизни)                                                                                                   | Полномочия      | Полномочия      | Партия                                  | Выборы | Наименование должности | Пр.    |
| Начало          | Портрет         | Имя (годы жизни)                                                                                                   | Окончание       |                 | Партия                                  | Выборы | Наименование должности | Пр.    |
| --------------- | --------------- | --- | --------------- | --------------- | --------------------------------------- | --- | --- | ------ |
| 5 (II—VI)       |                 | Игорь Николаевич Смирнов (1941—) молд. Игор Николаэвич Смирнов укр. Ігор Миколайович Смирнов                       | 5 ноября 1991   | 3 декабря 1991  | Объединённый Совет трудовых коллективов | [ комм. 4 ] | Председатель Приднестровской Молдавской Республики молд. Прешединтеле Републичий Молдовенешть Нистрене укр. Голова Придністровської Молдавської Республіки | [ 16 ] |
|                 | 3 декабря 1991  | Игорь Николаевич Смирнов (1941—) молд. Игор Николаэвич Смирнов укр. Ігор Миколайович Смирнов                       | 10 января 1997  | беспартийный    | 1991                                    | Президент Приднестровской Молдавской Республики молд. Прешединтеле Републичий Молдовенешть Нистрене укр. Президент Придністровської Молдавської Республіки | | [ 16 ] |
| 10 января 1997  | 24 декабря 2001 | Игорь Николаевич Смирнов (1941—) молд. Игор Николаэвич Смирнов укр. Ігор Миколайович Смирнов                       | 1996            | беспартийный    |                                         | Президент Приднестровской Молдавской Республики молд. Прешединтеле Републичий Молдовенешть Нистрене укр. Президент Придністровської Молдавської Республіки | | [ 16 ] |
| 24 декабря 2001 | 22 декабря 2006 | Игорь Николаевич Смирнов (1941—) молд. Игор Николаэвич Смирнов укр. Ігор Миколайович Смирнов                       | 2001            | беспартийный    |                                         | Президент Приднестровской Молдавской Республики молд. Прешединтеле Републичий Молдовенешть Нистрене укр. Президент Придністровської Молдавської Республіки | | [ 16 ] |
|                 | 22 декабря 2006 | Игорь Николаевич Смирнов (1941—) молд. Игор Николаэвич Смирнов укр. Ігор Миколайович Смирнов                       | 30 декабря 2011 | Республика      | 2006                                    | Президент Приднестровской Молдавской Республики молд. Прешединтеле Републичий Молдовенешть Нистрене укр. Президент Придністровської Молдавської Республіки | | [ 16 ] |
| 6               |                 | Евгений Васильевич Шевчук (1968—) молд. Еуӂениу Васильевич Шевчук укр. Євген Васильович Шевчук                     | 30 декабря 2011 | 16 декабря 2016 | беспартийный                            | Президент Приднестровской Молдавской Республики молд. Прешединтеле Републичий Молдовенешть Нистрене укр. Президент Придністровської Молдавської Республіки | 2011 | [ 18 ] |
| 7 (I—II)        |                 | Вадим Николаевич Красносельский (1970—) молд. Вадим Николаэвич Красноселски укр. Вадим Миколайович Красносельський | 16 декабря 2016 | 17 декабря 2021 | беспартийный                            | Президент Приднестровской Молдавской Республики молд. Прешединтеле Републичий Молдовенешть Нистрене укр. Президент Придністровської Молдавської Республіки | 2016 | [ 19 ] |
| 7 (I—II)        | 17 декабря 2021 | Вадим Николаевич Красносельский (1970—) молд. Вадим Николаэвич Красноселски укр. Вадим Миколайович Красносельський | действующий     | 2021            | беспартийный                            | Президент Приднестровской Молдавской Республики молд. Прешединтеле Републичий Молдовенешть Нистрене укр. Президент Придністровської Молдавської Республіки | | [ 19 ] |